# Васьковецька сільська рада (Срібнянський район)
Васьковецька сільська́ ра́да — колишній орган місцевого самоврядування у Срібнянському районі Чернігівської області. Адміністративний центр — село Васьківці.

## Загальні відомості
- Територія ради: 31,6 км²
- Населення ради: 700 осіб (станом на 2001 рік)
- Відстань до районного центру шосейними шляхами — 35 кілометрів.

## Населені пункти
Сільській раді були підпорядковані населені пункти:
- с. Васьківці

## Історія
Васьковецька сільська рада зареєстрована 1935 року. Стала однією з 11-ти сільських рад Срібнянського району і одна з трьох, яка складається з одного населеного пункту — села Васьківці.

## Склад ради
Рада складалася з 16 депутатів та голови.
- Голова ради: Ляшко Андрій Миколайович
- Секретар ради: Бульба Лідія Володимирівна

### Керівний склад попередніх скликань
| ПІБ                      | Основні відомості                                                         | Дата обрання | Дата звільнення |
| ------------------------ | ------------------------------------------------------------------------- | ------------ | --------------- |
| Ляшко Андрій Миколайович | Сільський голова, 1960 року народження, освіта вища, член Народної партії | 26.03.2006   | 31.10.2010      |
| Ляшко Андрій Миколайович | Сільський голова, 1960 року народження, освіта вища, член Народної партії | 31.10.2010   |                 |

Примітка: таблиця складена за даними джерела

### Депутати
За результатами місцевих виборів 2010 року депутатами ради стали:

#### За суб'єктами висування
| Суб'єкт висування                                       | Кількість обраних депутатів | %    |
| ------------------------------------------------------- | --------------------------- | ---- |
| Народна Партія                                          | 6                           | 37,5 |
| Партія регіонів                                         | 6                           | 37,5 |
| Комуністична партія України                             | 2                           | 12,5 |
| Політична партія Всеукраїнське об'єднання «Батьківщина» | 1                           | 6,3  |
| Соціалістична партія України                            | 1                           | 6,3  |

#### За округами
| № округу                                                | Прізвище, ім'я, по батькові  | Дата визнання обраним | Освіта         | Партійна приналежність                        | Відомості про обраного депутата                              |
| ------------------------------------------------------- | ---------------------------- | --------------------- | -------------- | --------------------------------------------- | ------------------------------------------------------------ |
| Комуністична партія України                             |                              |                       |                |                                               |                                                              |
| 6                                                       | Клюєнкова Наталія Миколаївна | 02.11.2010            | Освіта вища    | член Комуністичної партії України             | Васьківська загальноосвітня школа, вчитель                   |
| 15                                                      | Петенко Любов Василівна      | 09.01.2011            | Освіта середня | член Комуністичної партії України             | Васьківський фельдшерсько-акушерський пункт, фельдшер-акушер |
| Народна Партія                                          |                              |                       |                |                                               |                                                              |
| 1                                                       | Лалак Василь Миколайович     | 02.11.2010            | Освіта вища    | член Народної партії                          | тимчасово не працює                                          |
| 8                                                       | Ляшко Ольга Павлівна         | 02.11.2010            | Освіта вища    | член Народної партії                          | Васьківський сільський будинок культури, бібліотекар         |
| 11                                                      | Портянко Ніна Василівна      | 02.11.2010            | Освіта вища    | член Народної партії                          | приватний підприємець                                        |
| 12                                                      | Бульба Лідія Володимирівна   | 02.11.2010            | Освіта вища    | член Народної партії                          | Васьковецька сільська рада, секретар                         |
| 13                                                      | Боровик Михайло Іванович     | 02.11.2010            | Освіта вища    | член Народної партії                          | СТОВ «Васьківці»", завідувач ГСМ                             |
| 16                                                      | Марйоха Микола Іванович      | 02.11.2010            | Освіта середня | член Народної партії                          | приватний підприємець                                        |
| Партія регіонів                                         |                              |                       |                |                                               |                                                              |
| 2                                                       | Тюрин Тетяна Степанівна      | 07.11.2010            | Освіта вища    | член Партії регіонів                          | пенсіонер                                                    |
| 3                                                       | Черня Валентина Василівна    | 02.11.2010            | Освіта вища    | член Партії регіонів                          | СТОВ «Васьківці»", бухгалтер                                 |
| 5                                                       | Дяченко Анатолій Григорович  | 02.11.2010            | Освіта вища    | член Партії регіонів                          | СТОВ «Васьківці»", ветлікар                                  |
| 9                                                       | Карпенко Валентина Іванівна  | 02.11.2010            | Освіта середня | член Партії регіонів                          | управління праці, соціальний працівник                       |
| 10                                                      | Власенко Наталія Федорівна   | 02.11.2010            | Освіта вища    | член Партії регіонів                          | Васьківська загальноосвітня школа, директор                  |
| 14                                                      | Кононенко Валерій Васильович | 02.11.2010            | Освіта вища    | член Партії регіонів                          | тимчасово не працює                                          |
| Політична партія Всеукраїнське об'єднання «Батьківщина» |                              |                       |                |                                               |                                                              |
| 7                                                       | Біленко Микола Миколайович   | 02.11.2010            | Освіта вища    | член Всеукраїнського об'єднання «Батьківщина» | СТОВ «Васьківці»", агроном                                   |
| Соціалістична партія України                            |                              |                       |                |                                               |                                                              |
| 4                                                       | Попенко Віктор Михайлович    | 02.11.2010            | Освіта вища    | член Соціалістичної партії України            | СТОВ «Васьківці»", електрик                                  |

## Господарська діяльність
На території сільради діє Васьківська ЗОШ І-ІІ ст.,а також функціонує сільськогосподарське товариство «Васьківці».